# Sa Dingding
Sa Dingding (chinês: 周鹏chinês simplificado: 萨顶顶, pinyin: Sà Dǐngdǐng), de nascimento Zhou Peng (chinês: 周鹏, pinyin: Zhōu Péng) é uma cantora e compositora de música folk chinesa. É descendente de uma mistura ancestral de Han e Mongol. Canta em Mandarin, Sânscrito, Tibetano e também numa língua imaginária por ela criada, para evocar as emoções na sua música. Sa Dingding também toca alguns instrumentos tradicionais chineses como: o Guzheng e o Morin Khuur. É uma das figuras mais representativas da música chinesa contemporânea atenta às raízes.

## Carreira
Em 2008, ganhou o prêmio World Music, pela BBC Radio 3. No mesmo ano, em 30 de julho, apresentou-se na famosa casa de shows de Londres, Royal Albert Hall.

## Discografia

### Álbuns de Estúdio
| Ano  | Álbum               | Notas |
| ---- | ------------------- | --- |
| 2001 | Dong Ba La (咚巴啦) | |
| 2007 | Alive (万物生)      | Lançado em 28 de agosto de 2007. Gravadoras Universal Music e Wrasse Records Vendeu mais de 2 milhões de cópias nos países asiáticos. Foi lançado nos Estados Unidos. Ganhou o prêmio World Music pela BBC Radio 3, em 2008. |
| 2010 | Harmony (天地合)    | [ 13 ] [ 14 ] |
| 2015 | The Butterfly Dream | Lançado em 19 de outubro de 2015. Produzido por Karsh Kale. |

### Singles
- (2008.07.30) Qin Shang (琴伤) - Wrasse Records
- (2009.11.13) Tiandi Ji/Ha Ha Li Li (天地记) - Universal Music Group

### Videos Musicais
- Ma Ma Tian Na
- Alive
- Ha Ha Li Li

## Filmografia

### Séries de televisão
| Ano  | Título                          | Papel          | Nota   |
| ---- | ------------------------------- | -------------- | ------ |
| 2018 | Cinzas do Amor (香蜜沉沉烬如霜) | Imortal Yuanji | [ 16 ] |